# ډ
ډ는 파슈토어에서 유성 권설 파열음을 나타내는 글자이다.